# Пятое путешествие Синдбада
«Пятое путешествие Синдбада» (англ. Sinbad: The Fifth Voyage) — американский приключенческий фильм 2014 года.

## Сюжет
Отважный капитан Синдбад спешит вернуться во дворец султана, где его уже ожидает принцесса Париса. Мореплавателю удалось покорить сердце наследницы престола, и теперь все находятся в предвкушении свадьбы. И пока Синдбад и его команда возвращаются из опасного путешествия, где капитану судна удалось раздобыть амулет жизни для своей возлюбленной.

## В ролях
- Син Солимон — Синдбад-мореход
- Саид Фарадж — Деэв
- Айзек Синглтон мл[англ.] — Смерть
- Лорна Рейвер — Зоре
- Патрик Стюарт — рассказчик
- Даниэль Поллак — Париса
- Сэди Александру[англ.] — Фирузе
- Джон Джон Брионес[англ.] — джинн

## Восприятие
По мнению автора портала Common Sense Media Трейси Мур, «Пятое путешествие Синдбада» — «фильм категории B с приключениями в стиле ретро»  и «в основном хорошее, чистое развлечение с забавными эффектами». Мэтт Буазель (Dread Central) отмечает, что фильм является примером того, что старомодные киноприёмы по-прежнему работают и могут составить конкуренцию современным спецэффектом. Он оценил его на 3,5 из 5, назвав «умеренно посредственным фильмом».